# Phillipstown (Illinois)
Phillipstown es una villa ubicada en el condado de White en el estado estadounidense de Illinois. En el Censo de 2010 tenía una población de 44 habitantes y una densidad poblacional de 62,23 personas por km².

## Geografía
Phillipstown se encuentra ubicada en las coordenadas 38°8′34″N 88°1′5″O / 38.14278, -88.01806. Según la Oficina del Censo de los Estados Unidos, Phillipstown tiene una superficie total de 0.71 km², de la cual 0.71 km² corresponden a tierra firme y (0%) 0 km² es agua.

## Demografía
Según el censo de 2010, había 44 personas residiendo en Phillipstown. La densidad de población era de 62,23 hab./km². De los 44 habitantes, Phillipstown estaba compuesto por el 100% blancos, el 0% eran afroamericanos, el 0% eran amerindios, el 0% eran asiáticos, el 0% eran isleños del Pacífico, el 0% eran de otras razas y el 0% pertenecían a dos o más razas. Del total de la población el 0% eran hispanos o latinos de cualquier raza.